# Neuilly-le-Bisson
Neuilly-le-Bisson – miejscowość i gmina we Francji, w regionie Normandia, w departamencie Orne.
Według danych na rok 1990 gminę zamieszkiwało 151 osób, a gęstość zaludnienia wynosiła 25 osób/km² (wśród 1815 gmin Dolnej Normandii Neuilly-le-Bisson plasuje się na 735. miejscu pod względem liczby ludności, natomiast pod względem powierzchni na miejscu 796.).